# 1re escadre de croiseurs de bataille
Pour les articles homonymes, voir 1re escadre.
La 1re escadre de croiseurs de bataille (1st Battlecruiser Squadron) est une escadre de la Royal Navy ayant fait partie de la Grand Fleet durant la Première Guerre mondiale. Elle a notamment participé aux batailles d'Heligoland, de Dogger Bank et du Jutland.

## Création
Les deux premiers croiseurs de bataille du Royaume-Uni entrent en service en octobre 1908 dans la Home Fleet, division du Nore. Il s'agit de deux navires de la classe Invincible, les HMS Inflexible et Indomitable. Début 1909, la Nore Division devient la première division d'une Home Fleet en pleine réorganisation, et les Inflexible et Indomitable sont transférés au tout nouveau First Cruiser Squadron en mars 1909. Leur sister-ship l'Invincible les rejoint peu après. Suivent les croiseurs cuirassés Minotaur (en) et Drake, ce dernier étant le navire amiral.
Le contre-amiral Stanley Colville (en) prend le commandement de l'escadre le 24 février et hisse sa flamme sur l'Indomitable le 29 juillet.

## Composition
Mars 1909
- Drake, contre-amiral Stanley Colville (en)
- Minotaur
- Indomitable
- Inflexible
- Invincible

Juillet 1909
- Indomitable, contre-amiral Stanley Colville[1]
- Minotaur
- Inflexible
- Invincible

Août 1914
- Lion[5]
- Princess Royal
- Queen Mary
- New Zealand

Bataille du Jutland
- Lion, vice-amiral Sir David Beatty[6]
- Princess Royal, contre-amiral Osmond Brock (en)[6]
- Queen Mary
- Tiger

Janvier 1918
- Repulse[7], contre-amiral Richard Phillimore (en)[8]
- Renown
- Princess Royal
- Tiger

Novembre 1918
- Repulse, contre-amiral Henry Oliver (en)[9]
- Renown
- Princess Royal
- Tiger